# Kleine Nete
Kleine Nete är ett vattendrag i Belgien.   Det ligger i provinsen Antwerpen och regionen Flandern, i den centrala delen av landet, 30 km norr om huvudstaden Bryssel.
Omgivningarna runt Kleine Nete är en mosaik av jordbruksmark och naturlig växtlighet. Runt Kleine Nete är det tätbefolkat, med 442 invånare per kvadratkilometer.